# Brusquembille
Brusquembille oppure Brisquembille è un gioco di carte inventato da Brusquembille, pseudonimo dell'attore Jean Gracieux, durante i tempi della Rivoluzione francese.

## Mazzo
Si gioca con un mazzo di 52 carte privo di 2, 3, 4, 5, 6; se i giocatori sono tre o cinque si devono togliere anche due 7, uno rosso e uno nero.

## Principio
Si gioca in due, tre, quattro o cinque persone, eventualmente formando gruppi di due persone contro due, sicché si stabilisce un seme privilegiato.
Il principio è quindi del tutto simile a quello della briscola: l'asso è la carta più alta, seguito dal dieci, dalle figure e dalle altre carte, in modo tale che il 2 è la carta più bassa.